# 胡塔 (白采爾克瓦區)
胡塔（烏克蘭語：Гута）是位於烏克蘭北部的村莊，由基辅州白采爾克瓦區的梅德文市鎮負責管轄。該村始建於1600年，面積1.2平方公里，海拔高度168米，2001年人口301，人口密度每平方公里250.8人。